# أوليفر هارت
أوليفر سيمون دارسي هارت (بالإنجليزية: Oliver Simon D'Arcy Hart) ولد في 9 أكتوبر 1948 في لندن، هو عالم اقتصاد أمريكي ولد في بريطانيا، وهو أستاذ في جامعة هارفارد. تحصل في 2016 على جائزة نوبل في العلوم الاقتصادية مع بينغت هولمستروم لمساهمتهما في نظرية العقد.

## المسار الأكاديمي
درس هارت الرياضيات في كلية كينجز (كامبريدج) والعلوم الاقتصادية في جامعة ورك.

تحصل على الدكتوراه من جامعة برنستون، ثم أصبح باحثًا لدى كلية تشرشل، ثم أستاذًا في كلية لندن للاقتصاد ومعهد ماساتشوستس للتكنولوجيا وأخيرًا منذ 1993 في جامعة هارفارد.

## مواضيع البحث
أبحاثه تدور حول نظرية الشركة والعقد وتمويل الشركات ونظرية العقد.

## روابط خارجية
- أوليفر هارت على موقع الموسوعة البريطانية (الإنجليزية)
- أوليفر هارت على موقع مونزينجر (الألمانية)